# Playhouse Disney
Playhouse Disney fue una marca perteneciente a Disney Channel para la transmisión de programas orientados al público preescolar. Dependiendo el país, podía ser un bloque matutino en Disney Channel o se emitía como un canal independiente. Estaba orientado a niños entre la edad de 2 y 7. Inició en 1997 cuando Disney Channel cambió su transmisión de premium a básico y finalizó con su cambio de nombre a Disney Junior en 2011. Su principal competencia era Nick Jr.

## Historia
Playhouse Disney empezó en Disney Channel en 1997 como un horario infantil en las mañanas. Todos los Disney Channels internacionales tenían el mismo bloque en los mismos horarios y con programación similar. Finalmente algunos se volvieron canales independientes, llamados Playhouse Disney, que en 2011 se convirtieron en Disney Junior. En 2007 y 2008, todas las señales del canal tuvieron un cambio de imagen, no solo en el canal, sino también en la web.

## Programación
La programación de Playhouse Disney contenía programas infantiles y preescolares, empezando a las ocho de la mañana en el bloque matutino de Disney Channel hasta las 10 (de lunes a domingos). En los canales independientes se transmitían en horario continuo las 24 horas. Así como Series originales de Playhouse Disney, también se transmitían series infantiles de terceras compañías y películas de Walt Disney Pictures.

### En inglés
- Sitio oficial de Playhouse Disney
- Sitio oficial en Australia

### En español
- Sitio oficial en España
- Sitio oficial en Latinoamérica
- Sitio oficial en México

- Datos: Q170149
- Multimedia: Playhouse Disney / Q170149